# 指方恭一郎
指方 恭一郎（さしかた きょういちろう、1961年 - 2021年6月23日）は、日本の歴史・時代小説家。

## 人物・来歴
福岡県北九州市生まれ。龍谷大学文学部卒業。認可保育園園長。
2004年「首」で九州さが大衆文学賞大賞笹沢左保賞受賞、2011年『銭の弾もて秀吉を撃て　海商島井宗室』で城山三郎経済小説大賞を受賞。

## 著書
- 『銭の弾もて秀吉を撃て 海商島井宗室』ダイヤモンド社, 2011.7 　のち日経文芸文庫、2014
- 『麝香ねずみ 長崎奉行所秘録伊立重蔵事件帖』文春文庫 2011.9
- 『出島買います 長崎奉行所秘録伊立重蔵事件帖』文春文庫, 2011.10
- 『砂糖相場の罠 長崎奉行所秘録伊立重蔵事件帖』文春文庫 2011.12
- 『奪われた信号旗 長崎奉行所秘録伊立重蔵事件帖』文春文庫 2012.10
- 『江戸の仇 長崎奉行所秘録伊立重蔵事件帖』文春文庫 2013.1
- 『フェートン号別件 長崎奉行所秘録伊立重蔵事件帖』文春文庫 2013.4